# Museum Montanelli
Museum Montanelli je soukromá galerie v Praze, která pořádá nekomerční výstavy českého i mezinárodního výtvarného umění a prezentuje současné umění, často v širším historickém kontextu. Muzeum sídlí na adrese Nerudova 13, č.p. 250/III, Praha 1. Zřizovatelem Musea Montanelli je Nadace DrAK, jejíž zakladatelkou je filantropka a kurátorka muzea Dadja Altenburg-Kohl.

## Budova
Při dřívějších archeologických průzkumech byly v zásypech nalezeny fragmenty raně středověké keramiky z 10.-12. stol a zbytky nejstarší zástavby ze 13. století. Roku 1666 byl na parcele postaven jednopatrový čtyřosý dům s trojúhelníkovým štítem. Koncem 19. století byl na jeho místě a na sousedních parcelách domů č.p. 251 a č.p. 252/II postaven pozdně rokokový dům podle plánů arch. V. Cibuly. Nový dům má ve dvou traktech čtyři křídla krytá sedlovými střechami. Fasáda z roku 1898 je pětiosá, členěná pilastry, uprostřed s portálem nesoucím balkon. Průjezd, který se svažuje k zadnímu dvoru a k ulici Tržiště, je kryt valenou klenbou s lunetami a bohatým štukováním.

## Galerie
Výstavní prostory se nacházejí ve dvou úrovních uličního a dvorního přízemí a v suterénu v levé části budovy. Kromě hlavního sálu má menší vedlejší místnost ve tvaru L, vybavenou k promítání videodokumentů. Složitý prostor suterénních místností je přístupný z horního podlaží točitým schodištěm. Další schodiště spojuje sály s dvorním přízemím, kde je rovněž výstavní prostor a přívětivá, klidná kavárna s galerií a prezentací knih. Pro potřeby muzea bylo přízemí domu kompletně rekonstruováno v roce 2003.
Otevření Musea Montanelli se roku 2009 se konalo pod záštitou a za účasti prezidenta Václava Havla. Zúčastnil se ho též berlínský senátor prof. Christoph Stölzl, který ve svém textu uvádí: Museum leží v místě, kudy prochází množství návštěvníků směrem na Hrad. Musí tudy projít každý, kdo se chce přiblížit duchu tohoto města. Za svůj vznik vděčí občanskému duchu angažované ženy, která rozpoznala znamení doby a je doma ve dvou kulturách, v české i německé. Nic nepotřebuje umění tolik jako svobodu. Proto je důležité, aby vedle institucí státu podporujících umění vznikaly také nezávislé umělecké iniciativy občanské společnosti.
V katalogu vydaném k první výstavě je vzkaz Václava Havla: Vážím si úsilí všech, kdo v dnešní době - materialistické a konzumní - budují centra, v nichž představují duchovní výkony různých kultur a národů. Přeji novému Muzeu Montanelli a jeho zakladatelce, aby se stalo hojně navštěvovaným prostorem.

### Výstavy
- 2009/2010 Opening (mezinárodní umění, 21 umělkyň)
- 2010 Bedřich Dlouhý: Autoportrét V
- 2010-2011 Daniel Pešta: Levitace
- 2011 Maria Maria 1511/2011 (Albrecht Dürer, Teresa Diehl), ve spolupráci s Felix Nussbaum House/Museum of Cultural History in Osnabrück
- 2011 ART BRUT: Anatomia Metamorphosis (Anna Zemánková, Luboš Plný, František Dymáček)
- 2011-2012 Tajemství Pavly Aubrechtové, Kabinet Vladimíra Gebauera[4]
- 2012 Dreams and Nightmares. Sbírka obrazů z Muzea pronásledovaných umění v Solingenu[5]
- 2012 Xu Zhen: Zakázaný hrad
- 2012 Outsider art: sbírka Pavla Konečného, Karel Havlíček: Gigantomachie
- 2012-2013 Katharina Gun Oehlert: Pojď blíž, miluješ-li
- 2013 Venice…Venice! (M. Bláhová, V. Bláha, K. Heilmayer, K.G.Oehlert, D. Pešta, P. Roučka, P. Skavová, A. Šimotová, J. Zrzavý)
- 2013 Daniel Pešta: Umění uprostřed katastrofy, Deutscher Bundestag, Berlín
- 2013-2014 Japonské art brut
- 2014 Sigrún Ólafsdóttir: Trvalé rozpínání
- 2014-2015 James Ensor: Zemřít pro nesmrtelnost
- 2015 Návrat krále - Bedřich Dlouhý
- 2015 Na film!
- 2015-2016 Rozcestníky – Crossroads: Stefan Häfner, Marcel Schmitz, Ota Prouza (mezinárodní tvůrci art brut)
- 2016 Kai Teichert: Substantia Nigra
- 2016 Václav Bláha
- 2016 Filmové projekce k nedožitým 80. narozeninám Václava Havla
- 2017 Pavel Roučka: Mezi askezí a extází
- 2017 Vladimír Novák: Kontinuita
- 2017-2018 Ludmila Jandová: Mezi nebem a zemí
- 2018 ANTOINETTE: Mythos Europa
- 2018 East of Eden: Richard Stipl & Josef Zlamal
- 2019/2020 Cornelia Renz & Belle Shafir: Legenda in MeMoriam
- 2021 Tajemný kabinet profesora Beneše
- 2022 Florálie - In Sacrificio Florum / V objetí květů
- 2022-2023  MYTHOS?
- 2023-2024 DANGEROUS LOVE

### Vydané publikace
- Daniel Pešta / Václav Bláha, Hot doks 2, text Altenburg-Kohl Dadja, Machalický Jiří, Pešta Daniel, 52 s., Galerie Montanelli, s.r.o., Praha 2005
- Emigration out/in, N°1 / N°2, Galerie Montanelli, s.r.o., Praha 2005
- Kai Teichert, Kai Teichert ve spolupráci s Museem Montanelli 2006
- Daniel Pešta: Crème de la crème, kat. 70 s., Galerie Montanelli, s.r.o., Praha 2006
- Daniel Pešta: Ztracené ráje, ztracení andělé, 12 s., Galerie Montanelli, s.r.o., Praha 2006
- Daniel Pešta / Sweet Home, text Behm Meike, Slámová Eva, 172 s., Galerie Montanelli, s.r.o., Praha a nakl. Argo, Praha 2006, ISBN 80-7203-797-8
- MuMo Opening, Galerie Montanelli, Praha 2009, ISBN 978-80-254-5386-5
- Daniel Pešta / Levitace, text Altenburg-Kohl Dadja, Pešta Daniel, Nadace DrAK, Kulturgeschichtliches Museum Osnabrück – Felix-Nussbaum-Haus a Kunstmuseum, Solingen, Praha 2010, ISBN 978-3-938823-81-1
- Václav Havel, Okkupation, Dissident, Präsident, Bürger Havel, Museum Montanelli (MuMo), Praha 2010
- Bedřich Dlouhý: Autoportrét V, Nadace DrAK Dr. Altenburg Kohl, Praha 2010, ISBN 978-80-2546-496-0
- Tajemství Pavly Aubrechtové, Kabinet Vladimíra Gebauera, text Altenburg-Kohl Dadja, kat. 20 s., Museum Montanelli (MuMo), Praha 2011
- Anatomia Metamorphosis, Šafářová Barbara, Zemánková Terezie, Distribuováno ve společném přebalu s: Art brut - Anna Zemánková, Art brut - František Dymáček a Art brut - Luboš Plný, 64 s., Muzeum Montanelli / ABCD, Praha 2011, ISBN 978-80-254-9588-9, ISBN 978-80-254-9587-2
- Maria Maria 1511/2011, Museum Montanelli (MuMo), Praha 2011, ISBN 978-80-254-9079-2
- Outsider Art, Sbírka Pavla Konečného, Museum Montanelli 2012, ISBN 978-80-905168-2-3
- Kunst in der Katastrophe, Museum Montanelli Prag, Zentrum für verfolgte Künste im Kunstmuseum Solingen 2013
- Bedřich Dlouhý: Návrat krále, Nadace DrAK Dr. Altenburg Kohl / Museum Montanelli, Praha 2015, ISBN
- Václav Bláha, text Altenburg-Kohl Dadja , kat. 12 s., Museum Montanelli (MuMo), Praha 2016
- Kai Teichert: Substantia Nigra, Kai Teichert ve spolupráci s Museem Montanelli 2016, ISBN 978-3-00-041838-9
- Foyer, Dadja Altenburg-Kohl, Tomáš Berger (eds.), 224 s., Museum Montanelli Praha 2016, ISBN 978-80-906445-0-2
- Kai Teichert: Nucleus Ruber, Kai Teichert ve spolupráci s Museem Montanelli 2017, ISBN 978-3-9818515-2-6
- Kai Teichert: Teufelssee, Kai Teichert ve spolupráci s Museem Montanelli 2017, ISBN 978-3-9818515-3-3
- Kai Teichert: Tiergarten Serie - Kai Teichert Berlin (2003-2005), Kai Teichert ve spolupráci s Museem Montanelli 2017, ISBN 978-3-9818515-7-1
- Kai Teichert: Fogelfanger - Birdcatcher, Kai Teichert ve spolupráci s Museem Montanelli 2017, ISBN 978-3-9818515-1-9
- Ludmila Jandová, Mezi nebem a zemí, Museum Montanelli (MuMo), Praha 2017
- Pavel Roučka: Mezi askezí a extází, Museum Montanelli (MuMo), Praha 2017, ISBN 978-80-903133-9-2
- Mythos Europe, ANTOINETTE, Nadace DrAK Dr.Altenburg Kohl / Museum Montanelli, Praha 2018, ISBN 978-80-906445-1-9
- Legenda in MeMoriam: Cornelia Renz & Belle Shafir, text Altenburg-Kohl Dadja, Segev Hagai, Nadace DrAK - Museum Montanelli, Praha 2020, ISBN 978-80-906445-3-3
- Daniel Pešta: Inside, 56 s., Museum Montanelli (MuMo), Praha (nedatováno)
- Tajemný kabinet profesora Beneše, 175 s., Museum Montanelli - Nadace DrAK, Praha 2021, ISBN 978-80-906445-4-0
- Mythos?, 120 s., Museum Montanelli - Nadace DrAK, Praha 2023, ISBN 978-80-906445-6-4